# Pawiloma ancora
Pawiloma ancora är en insektsart som beskrevs av Young 1977. Pawiloma ancora ingår i släktet Pawiloma och familjen dvärgstritar. Inga underarter finns listade i Catalogue of Life.